# Vallères
Vallères település Franciaországban, Indre-et-Loire megyében. Lakosainak száma 1339 fő (2022. január 1.). Vallères Azay-le-Rideau, La Chapelle-aux-Naux, Druye, Lignières-de-Touraine és Villandry községekkel határos.

## Népesség
A település népessége az elmúlt években az alábbi módon változott:
| Lakosok száma | 591  | 624  | 699  | 964  | 1150 | 1193 | 1244 | 1299 | 1318 | 1339 |
|               | 1968 | 1982 | 1990 | 2006 | 2013 | 2015 | 2017 | 2019 | 2020 | 2022 |